# MOVIE WALKER PRESS
MOVIE WALKER PRESS（ムービーウォーカー プレス）は、株式会社ムービーウォーカーが運営する、映画に関する情報を集約・発信している日本の映画情報データベースサイト。日本全国約3,200の劇場上映情報と、映画作品45,000件以上のデータベースを保持している。

## 概要
2000年よりサービス開始、翌2001年にサイト名を「Movie Walker」へ改称。2020年6月より会員サービス「MOVIE WALKER会員」として同社が運営するる「ムビチケ」と「MOVIE WALKERアプリ」の会員登録を統合すると同時に、サイト名を「MOVIE WALKER PRESS」へ改称しロゴマークも変更。同年11月にはサイトデザインのフルリニューアルを実施した。
また、KADOKAWAグループの公式関連サイトとして「Walkerplus（ウォーカープラス）」ほか、「○○ウォーカーの」サイト名で各地または各主題の情報を集めた情報サイトと連結し、さまざまな情報を発信するポータルサイトのひとつとしても機能している。
収入源として、自サイト上の映画紹介ページ上への広告掲載によるタイアップなどを行っている。

## 沿革
- 2000年 - 株式会社ウォーカープラス・ドット・コムが劇場映画情報サービスを開始。
- 2001年 - サイト名を「Movie Walker」へ変更。
- 2004年 -  株式会社ウォーカープラス・ドット・コムが、株式会社ウォーカープラスに社名変更。
- 2006年6月 - 会社合併により、運営会社が株式会社角川クロスメディアに変更。
- 2009年3月 - 会社合併により、運営会社が株式会社角川マーケティングに変更。
- 2011年7月 - 株式会社角川マーケティングが、株式会社角川マガジンズに商号変更。
- 2013年10月 - 会社合併により、運営会社が株式会社KADOKAWAに変更。
- 2017年7月1日 - 当サイトの運営が、株式会社KADOKAWAから株式会社エイガウォーカーへ移管され、同日付で株式会社エイガウォーカーが株式会社ムービーウォーカーへ商号変更[2]。
- 2020年6月 - サイト名を「MOVIE WALKER PRESS」へ変更。